# لاتاری (داستان کوتاه)

جلد کتاب لاتاری و داستان‌های دیگر

لاتاری (به انگلیسی: The Lottery) داستان کوتاهی است از نویسنده آمریکایی، شرلی جکسن.
این داستان اولین بار در ۲۶ ژوئن ۱۹۴۸ در مجله نیویورکر به چاپ رسید و به محض انتشار سروصدای فراوانی برانگیخت.
لاتاری داستان تخیلی دهکده‌ای است که در ۲۷ ژوئن هر سال مردمان دهکده دور هم جمع شده و آیین قربانی کردن را از طریق سنگسار انجام می‌دهند. قربانی با لاتاری (قرعه‌کشی) انتخاب می‌شود. روایت داستان در یک دهکده در اوایل قرن بیستم اتفاق می‌افتد و آن جور که از اسامی پیداست مردمان دهکده انگلیسی هستند. خشونت داستان و وجه سمبلیک آن از ویژگی‌های آن به شمار می‌روند.
در ایران، علی بیات ترجمه ای کامل به ضمیمه تحلیلی از این اثر را توسط نشر شاکر به چاپ رسانده است. ترجمه جعفر مدرس صادقی ترجمه ای دیگر از این داستان است.